# Jerzy Kasprzak
Jerzy Kasprzak ps. Albatros (ur. 13 października 1929 w Warszawie) – polski harcmistrz, porucznik w stanie spoczynku, uczestnik powstania warszawskiego jako Zawiszak, autor publikacji o tematyce powstańczej.

## Życiorys

### Dzieciństwo I młodość
Urodził się w 1929 roku na Czerniakowie. Przed wybuchem II wojny światowej uczył się w szkole na Mokotowie.
W roku szkolnym 1943/1944 został uczniem tajnej klasy gimnazjalnej. Od 1943 był także harcerzem 12 Warszawskiej Drużyny Harcerskiej im. R. Traugutta (tzw. „Pierwsza Zawiszacka”). Po niecałym roku służby harcerskiej Jerzy Kasprzak zdobył stopień młodzika; był również kronikarzem zastępu. Następnie przeszedł szkolenie Służby Pomocniczej (terenoznawstwo, sygnalizacja, rozpoznanie sił wroga, jego uzbrojenia, pojazdów bądź samolotów, pionierka, znajomość topografii miasta). Podczas okupacji uczestniczył w akcjach małego sabotażu i kolportował tajną prasę. Kilka tygodni przed wybuchem walk powstańczych był łącznikiem w Komendzie Chorągwi Warszawskiej Szarych Szeregów („Ul – Wisła”).

### Powstanie warszawskie
1 sierpnia 1944 w chwili wybuchu godziny „W” przenosił meldunek z Komendy Chorągwi przy ul. Barskiej 5, do Kwatery Głównej Szarych Szeregów przy ul. Wilczej 44. 3. dnia powstania warszawskiego został schwytany przez żołnierzy niemieckich i przeniesiony do siedziby gestapo przy Alei Szucha. Tam został przebrany przez współwięźniów za dziewczynkę i ukryty wśród kobiet, co pozwoliło mu uniknąć rozstrzelania. 5 sierpnia 1944 uciekł Niemcom i od tego czasu ukrywał się w ruinach zniszczonej kamienicy przy ul. Marszałkowskiej 35. 18 sierpnia przedarł się na ul. Wilczą 41, gdzie działała Harcerska Poczta Polowa. Został przydzielony do hufca Zawiszaków „Ziemie Zachodnie” (stanica przy ul. Hożej 13), który obsługiwał Oddział Poczty Polowej Śródmieście Południowe na ul. Wilczej. Służył nie tylko jako powstańczy listonosz, lecz również wykonywał zadania łącznika, zwiadowcy, zaopatrzeniowca a czasami nawet sapera i strażaka.
W czasie kapitulacji oddziałów powstańczych, 3 października 1944 trafił do obozu w Pruszkowie, a następnie do transportu, z którego zbiegł w rejonie Częstochowy.

### Lata powojenne
W latach 1945–1948 był przybocznym i drużynowym 60. Warszawskiej Drużyny Harcerskiej na Sadybie. Pracował w redakcjach czasopism „Świat Młodych” i „Na przełaj”. W 1984–2000 był członkiem, a później przewodniczącym Kapituły Rozety–Mieczy do Krzyża za Zasługi dla ZHP.
W latach 1967–1981 Jerzy Kasprzak odszukiwał adresatów i nadawców przesyłek oraz listów odnalezionych po wojnie w gruzach mokotowskiej siedziby Poczty Polowej. Na podstawie tych doświadczeń napisał powieść Tropami powstańczej przesyłki. Ostatni list przekazał nadawcy 28 lutego 1981 roku, 37 lat po powstaniu. Adresatka tego listu – matka piszącego do niej syna powstańca, nie dożyła tej chwili.

## Odznaczenia
- Krzyż Kawalerski Orderu Odrodzenia Polski
- Krzyż Partyzancki
- Medal za Warszawę 1939–1945
- Medal Komisji Edukacji Narodowej
- Krzyż Armii Krajowej
- Warszawski Krzyż Powstańczy
- Krzyż „Za Zasługi dla ZHP”
- Srebrny Medal Opiekuna Miejsc Pamięci Narodowej